# Distretto di San Martín de Porres
Il distretto di San Martín de Porres (spagnolo: Distrito de San Martín de Porres) è un distretto del Perù che appartiene geograficamente e politicamente alla provincia e dipartimento di Lima.